# 山下久美子 ゴールデン☆ベスト EMI YEARS
『山下久美子 ゴールデン☆ベスト EMI YEARS』（やましたくみこ ゴールデンベスト イーエムアイ イヤーズ）は、山下久美子のベスト・アルバムで、2011年2月23日にEMIミュージック・ジャパン / EASTWORLDから発売された。

## 概要
2005年に発売された『山下久美子 ゴールデン☆ベスト -コロムビア・シングルス1980〜1988-』から約6年ぶりとなるベスト・アルバムで、廉価盤ベスト・アルバム『ゴールデン☆ベスト』シリーズの第2弾として発売された。
このベスト・アルバムは、1991年から、2006年まで在籍していた東芝EMIからリリースされた楽曲を中心に収録され、1980年に発売されたデビューシングル「バスルームから愛をこめて」と1981年に発売されたアルバム『雨の日は家にいて』に収録されている楽曲「So Young」、1982年に発売されたシングル「赤道小町ドキッ」は、2000年に発売されたセルフカヴァー・ベスト・アルバム『THE HEARTS』バージョンを収録している。
ジャケット写真の撮影は、ハービー・山口が担当した。

## 収録曲
| #         | タイトル                                                    | 作詞                           | 作曲       | 編曲             | 時間  |
| --------- | ----------------------------------------------------------- | ------------------------------ | ---------- | ---------------- | ----- |
| 1.        | 「Tonight 〜星の降る夜に」                                  | 山下久美子                     | 布袋寅泰   | 布袋寅泰         | 5:12  |
| 2.        | 「宝石」                                                    | 森雪之丞                       | 布袋寅泰   | Simon Hale       | 5:36  |
| 3.        | 「バスルームから愛をこめて (2000 Version)」                 | 康珍化                         | 亀井登志夫 | 佐橋佳幸         | 5:07  |
| 4.        | 「! BYE BYE」                                               | 山下久美子                     | 布袋寅泰   | 布袋寅泰         | 4:22  |
| 5.        | 「真夜中のルーレット」                                      | 山下久美子                     | 布袋寅泰   | 布袋寅泰・門倉聡 | 4:40  |
| 6.        | 「DRIVE ME CRAZY」                                          | 山下久美子                     | 布袋寅泰   | Simon Hale       | 3:55  |
| 7.        | 「やさしさに包まれたなら feat.chara, ちわきまゆみ&YOU」     | 荒井由実                       | 荒井由実   | 片寄明人         | 3:13  |
| 8.        | 「いっぱいキスしよう (Single Version)」                     | 康珍化                         | 布袋寅泰   | 布袋寅泰・門倉聡 | 5:07  |
| 9.        | 「So Young feat.佐野元春」                                  | 佐野元春                       | 佐野元春   | 佐野元春         | 2:56  |
| 10.       | 「手のひらの星屑」                                          | 森雪之丞                       | 筒美京平   | 藤井丈司         | 3:49  |
| 11.       | 「ベジタリアン」                                            | 戸沢暢美                       | 亀井登志夫 | Simon Hale       | 4:46  |
| 12.       | 「愛の行方 feat.忌野清志郎」                                | 忌野清志郎                     | 忌野清志郎 | 吉田建           | 4:24  |
| 13.       | 「ワタシノナミダ」                                          | 山下久美子                     | 増本直樹   | 古田たかし       | 4:54  |
| 14.       | 「スープ」                                                  | 竹花いち子                     | 筒美京平   | 藤井丈司         | 4:13  |
| 15.       | 「奇跡の恋」                                                | 山下久美子                     | 小河星志   | 古田たかし       | 3:56  |
| 16.       | 「微かなしるし」                                            | 山下久美子                     | 土肥真生   | 島田昌典         | 4:58  |
| 17.       | 「月光価千金 (Get Out And Get Under The Moon) feat.植木等」 | William Jerome, Charles Tobias | Larry Shay | 吉田建           | 2:49  |
| 18.       | 「赤道小町ドキッ (2000 Version)」                           | 松本隆                         | 細野晴臣   | 高橋幸宏         | 3:48  |
| 合計時間: | 合計時間:                                                   | 合計時間:                      | 合計時間:  | 合計時間:        | 77:45 |

## 楽曲解説
1. Tonight 〜星の降る夜に
  - 21stシングル。
  - フジテレビ系『ウッチャンナンチャンのやるならやらねば!』エンディングテーマ[3]
2. 宝石
  - 27thシングル。
  - カルピス CMソング[4]
3. バスルームから愛をこめて (2000 Version)
  - デビューシングル「バスルームから愛をこめて」のセルフカヴァー。
  - 2000年に発売されたセルフカヴァーベスト・アルバム『THE HEARTS』バージョンで収録されおり、コーラスにサザンオールスターズの桑田佳祐が参加している。
4. ! BYE BYE
  - 22ndシングル。
  - NISSEKI『レーサー100』CMソング[注 1]
5. 真夜中のルーレット
  - 23rdシングル。
  - 三貴『ブティックJOY』CMソング[注 2]
6. DRIVE ME CRAZY
  - 28thシングル。
  - テレビ朝日系月曜ドラマ・イン『東京大学物語』主題歌[6]
7. やさしさに包まれたなら feat.chara, ちわきまゆみ&YOU
  - 荒井由実（現・松任谷由実）が1975年に発表した「やさしさに包まれたなら」のカヴァー。
  - 2005年に発売されたカヴァー・アルバム『Duets』に収録され、フィーチャリングにcharaとちわきまゆみ、YOUが参加している。
8. いっぱいキスしよう (Single Version)
  - 24thシングル。
  - 東芝グループ CM曲[7]
9. So Young feat.佐野元春
  - 3rdスタジオ・アルバム『雨の日は家にいて』に収録されている楽曲「So Young」のセルフカヴァー。
  - 2000年に発売されたセルフカヴァー・ベスト・アルバム『THE HEARTS』バージョンで収録されおり、フィーチャリングに佐野元春が参加している。
10. 手のひらの星屑
  - 31stシングル。
  - NTV系『発明将軍ダウンタウン』エンディングテーマ[8]
11. ベジタリアン
  - 33rdシングル。
12. 愛の行方 feat.忌野清志郎
  - 2005年に発売されたカヴァー・アルバム『Duets』に収録され、楽曲提供とフィーチャリングにRCサクセションの忌野清志郎が参加している。
  - 日本テレビ系『ぐるぐるナインティナイン』エンディングテーマ
13. ワタシノナミダ
  - 35thシングル。
14. スープ
  - 31stシングル「手のひらの星屑」のカップリング曲。アルバム初収録。
15. 奇跡の恋
  - 36thシングル。
16. 微かなしるし
  - 1stミニ・アルバム『壁のない世界』収録曲。
17. 月光価千金 (Get Out And Get Under The Moon) feat.植木等
  - 1928年に発表されたアメリカのポピュラー・ソング「月光価千金 (Get Out And Get Under The Moon)」のカヴァー。
  - 2005年に発売されたカヴァー・アルバム『Duets』に収録され、フィーチャリングにハナ肇とクレージーキャッツの植木等が参加している。
18. 赤道小町ドキッ (2000 Version)
  - 6thシングル「赤道小町ドキッ」のセルフカヴァー。
  - 2000年に発売されたセルフカヴァー・ベスト・アルバム『THE HEARTS』バージョンで収録されおり、編曲にYMOの高橋幸宏が参加している。